# UNCORE
UNCORE는 대한민국의 연예 기획사로 의류 패션 기업 JTBC Plus의 자회사이다.

## 현재 소속 연예인

### 가수
(그룹)
- CLOSE YOUR EYES (전민욱, 마징시앙, 장여준, 김성민, 송승호, 사쿠라다 켄신, 서경배)

## 제작 프로그램
- PROJECT 7 - (2024.10.18-12.27)